# Garcinia binucao
Garcinia binucao är en tvåhjärtbladig växtart som först beskrevs av Francisco Manuel Blanco, och fick sitt nu gällande namn av Jacques Denys Denis Choisy. Garcinia binucao ingår i släktet Garcinia och familjen Clusiaceae. Inga underarter finns listade i Catalogue of Life.